# Isanthrene cazador
Isanthrene cazador là một loài bướm đêm thuộc phân họ Arctiinae, họ Erebidae.